# Casa di Robert Schuman
La Casa di Robert Schuman è un edificio situato nel comune di Scy-Chazelles, presso Metz, nel dipartimento francese della Mosella. A partire dal 2000, l'edificio è adibito a casa museo dell'omonimo politico francese, firmatario della Dichiarazione Schuman e padre fondatore dell'Unione europea.

La casa è uno dei 29 siti insigniti con il Marchio del patrimonio europeo, che dal 2013 seleziona siti di grande valore simbolico per la formazione degli ideali europei. È inoltre una delle Maisons des illustres, marchio del Ministero della cultura e della comunicazione di Francia che raggruppa le case francesi appartenute a personalità importanti.

Il Marchio del patrimonio europeo

## Storia
L'edificio fu acquistato nel 1926 da Schuman, che vi visse durante gli anni della pensione, dal 1960 fino alla morte, il 4 settembre 1963. Nello stesso anno il Consiglio Generale della Mosella acquistò la casa. A partire dall'anno 2000 l'edificio ospita un museo dedicato al politico, contenente diversi oggetti di sua proprietà che dimostrano il suo attaccamento all'ideale Europeo. L'edificio è stato restaurato nel 2004, per mezzo di fotografie e documenti d'epoca.

## Descrizione
La casa comprende una sala da pranzo, dove Schuman consumava i pasti cucinati dalla governante, la cui stanza è situata nello stesso edificio. Al primo piano si trovano le camere da letto e lo studio di Schuman, che comprende una fornita libreria.

La casa presenta numerose mostre provvisorie.

## IlJardin des Plantes de chez nous
Alla casa è collegato il Jardin des Plantes de chez nous, il più piccolo dei 22 Jardins sans limites, un gruppo di parchi francesi, tedeschi e lussemburghesi selezionati per la qualità dei servizi e il valore educativo.

Nel 1977 la Fiamma d'Europa, scultura di Jean-Yves Lechevallier, è stata posta nel giardino per celebrare il 20º anniversario dei Trattati di Roma.

## LaChiesa di Saint Quentin

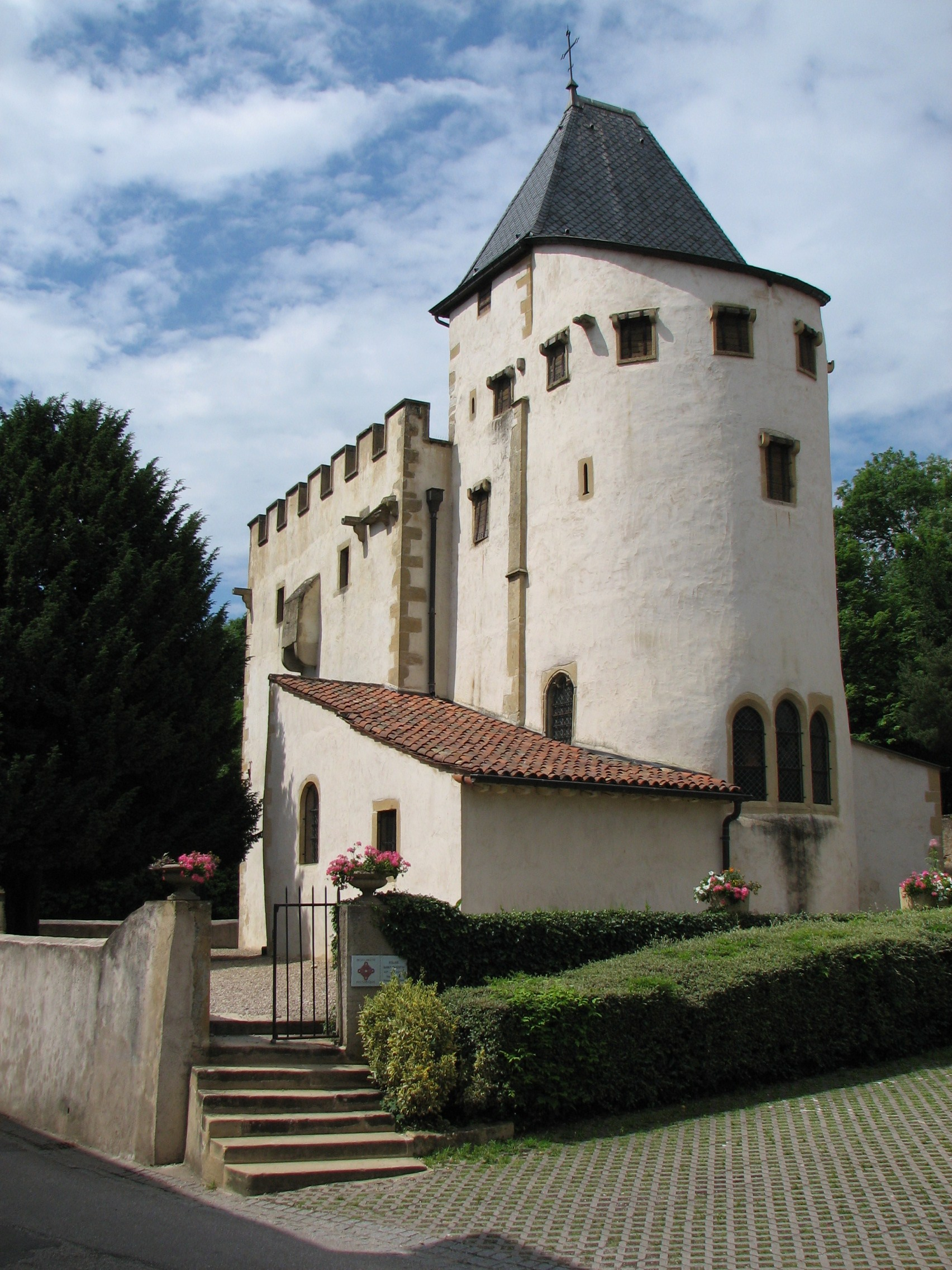
La chiesa di Saint-Quentin

La chiesa fortificata di Saint Quentin, proprietà del comune di Scy-Chazelles, risale al 1120 ed è situata di fronte alla casa. Dopo la morte di Robert Schuman, questi venne dapprima sepolto nel cimitero municipale con un funerale solenne e poi, nel 1966, trasferito nella chiesa.